# Westward Ho (film 1942)
Westward Ho è un film del 1942 diretto da John English.
È un film western statunitense con Tom Tyler, Bob Steele e Rufe Davis. Fa parte della serie di 51 film western dei Three Mesquiteers, basati sui racconti di William Colt MacDonald e realizzati tra il 1936 e il 1943.

## Produzione
Il film, diretto da John English su una sceneggiatura di Morton Grant e Doris Schroeder con il soggetto di  (basato sui personaggi creati da William Colt MacDonald), fu prodotto da Louis Gray per la Republic Pictures e girato nell'Iverson Ranch a Chatsworth in California nel marzo del 1942.

## Distribuzione
Il film fu distribuito negli Stati Uniti dal 24 aprile 1942 al cinema dalla Republic Pictures. È stato distribuito anche in Brasile con il titolo Avareza Desenfreada e in Grecia con il titolo Sataniko kolpo.

## Promozione
La tagline è: "RANGE RUSTLERS ARE OUT-RUSTLED!".